# Моргада
Моргада́ (Саройта) — селище в Еритреї, адміністративно належить до району Ареета регіону Дебубаві-Кей-Бахрі.

## Географія
Селище розташоване на правому березі одного з рукавів річки Саройта за 1 км від берега Червоного моря.
Через селище проходить автомобільна дорога Асмара-Ассаб.
| Прапор Еритреї | Це незавершена стаття про Еритрею. Ви можете допомогти проєкту, виправивши або дописавши її. |